# マペットめざせブロードウェイ!
『マペットめざせブロードウェイ!』（The Muppets Take Manhattan）はジム・ヘンソンによるマペットを主役にした一連の人形劇ミュージカル映画の3作目。トライスター ピクチャーズによって製作され、1984年に映画劇場で公開。フォジー、ミス・ピギー、アニマルの声優でもあるフランク・オズの初監督作品。
作中、マペット・ベイビーズ（フラッシュバック／マペットキャラクターの幼児バージョン）を導入。マペット・ベイビーズはこの映画で初登場。後にアニメーションのテレビシリーズへと発展した。この連続番組は1984年から1991年まで米国で放送。

## あらすじ
カーミット達はダンハースト大学4年生。卒業を間近に控え、カーミット達はキャンパスで「マンハッタンメロディーズ」というミュージカルを公演し、大人気を博す。しかし、観客席の中から、「カーミット、今度はこのミュージカルをブロードウェイで見せてよ」という声が聞こえてきたことで、全員が奮起。一致団結し、マンハッタンへ。
最初は自信に満ち溢れていたものの、資金が集まらず財布が底をついてしまい、全員が別れてそれぞれの街で仕事を見つけ、自分の力で生きていくことを余儀なくされる。リーダー格だったカーミットは、心の中では「諦めまい」と、マンハッタンで仕事を見つけることに決める。ひとまずカーミットは仲間達と別れたコーヒーショップ「ピートのランチオネット」に向かうが、アルバイトを拒否されてしまう。しかし、オーナーのピート（ルイス・ゾリッチ）の娘で、ちょうどカーミットと同年代だったジェニー（ジュリアナ・ドナルド）の協力のおかげで働けることになる。
カーミットの友人（スクーター、ロルフ、フォジー、ゴンゾ、アニマル、他）から朗報の手紙が届いてカーミットは安心したものの、恋人のミス・ピギーから手紙が来ていなかった。ジェニーのすすめで気分転換のマラソンをすることになったカーミット。その時、カーミットをスパイしていたミス・ピギーが盗難被害にあったことで二人は再会し、ミス・ピギーも同じ店で働くことになる。そんなある日、カーミットのミュージカルの資金を提供し、プロデュースしたいというプロダクションから手紙を貰う。差出人は世界的に有名なプロデューサーの息子ロニー（ロニー・プライス）だった。カーミットはとても興奮し、ミス・ピギーに公衆電話からすぐ電話し、離れ離れになった仲間を呼び止めるように頼むが、帰り道、車にひかれて倒れてしまう。
カーミットが目を覚ますと、病院のベッドに横たわっていた。記憶喪失になったカーミットは自分の名前を『フィリップ・フィル』であると思い込み、広告スローガンを書く仕事をしているカエルのグループと出会う。
カーミットの仲間は、カーミットが行方不明になったことを気にかけつつも、ミュージカルを予定通りに行うことをカーミット自身も望んでいるはずだと考え、ミュージカルの準備を進める。何週間もたち、ミュージカルの本番当日。そこへ、自分の名前をフィルだと思い込んでいるカーミットがダイナーを訪問。ピギーらはフィルがカーミットであることを見破り、彼を劇場へ連れて行く。どうしても目の覚めないカーミット。ミス・ピギーは何とか彼の記憶を蘇らせようと得意のカンフー・パンチを繰り出す。吹っ飛ばされ、ソファに頭を打ったカーミットは記憶を取り戻す。
そして迎えたショーは大ヒットを記録し、フィナーレの結婚式のシーンでミス・ピギーとカーミットは結合する。

## 豆知識
- カーミットが卒業したダンハースト大学のロケ地はヴァーサー・カレッジ・キャンパス。
- リゾの初出演作。
- Muppet Caperという技術を採用。リゾの動きや、ミス・ピギーがローラースケートで泥棒を追うシーンなどに使用された。
- 結婚式のシーンでは、観客席にセサミストリートのキャラクターが多数出演。アーニー、バート、クッキーモンスター、ビッグバード、グローバー、カウント伯爵、サリー、ビフなど。他、ブンゼン、ビーカー、サムも見られる。
- この作品に登場するマペット・ベイビーズは、カーミット、ミス・ピギー、フォジー、ゴンゾ、スクーター、ロルフ。（アニメ版では、アニマル、ブンゼン、ビーカーも登場。）
- 作品のラストはマンハッタンメロディーズのフィナーレで締めくくられる。（ミス・ピギーとカーミットの結婚式のシーン）。牧師役はゴンゾだったが、このシーンのみ別の役者が牧師役を務めている。牧師を演じたシリル・ジェンキンズ博士はニューヨークで実際に牧師をしている人物である。（『ミス・ピギーが「マペットめざせブロードウェイ!」のスタッフに粘り強く頼みこみ、自分で勝手につれてきてしまったんだ』とスタッフがインタビューで明かしていた[要出典]。）

## キャスト
| 役名                     | 俳優                       | 日本語吹替      | 日本語吹替                 |
| 役名                     | 俳優                       | CBS/FOXビデオ版 | ソニー・ピクチャーズ版     |
| ------------------------ | -------------------------- | --------------- | -------------------------- |
| カーミット               | ジム・ヘンソン             | 神谷明          | 真殿光昭                   |
| ドクター・ティース       | ジム・ヘンソン             |                 | 水野龍司                   |
| ウォルドーフ             | ジム・ヘンソン             |                 | 北村弘一                   |
| ロルフ                   | ジム・ヘンソン             |                 | 大川透                     |
| シェフ                   | ジム・ヘンソン             |                 |                            |
| ミス・ピギー             | フランク・オズ             | 小山茉美        | 小形満                     |
| フォジー                 | フランク・オズ             | 玄田哲章        | 江原正士                   |
| アニマル                 | フランク・オズ             |                 | 緒方賢一                   |
| スクーター               | リチャード・ハント         |                 | 落合弘治                   |
| スタトラー               | リチャード・ハント         |                 | 西川幾雄                   |
| ジャニス                 | リチャード・ハント         |                 |                            |
| ゴンゾ                   | デーヴ・ゲルツ             | 安原義人        | 塩屋浩三                   |
| ズート                   | デーヴ・ゲルツ             |                 |                            |
| カミラ                   | ジェリー・ネルソン         | 原語版流用      | 原語版流用                 |
| ルー・ジーランド         | ジェリー・ネルソン         |                 |                            |
| フロイド・ペッパー       | ジェリー・ネルソン         |                 | 水野龍司                   |
| リゾ                     | スティーヴ・ホイットマイア | 中尾隆聖        | 石野竜三                   |
| ジェニー                 | ジュリアナ・ドナルド       | 佐久間レイ      |                            |
| ロニー・クロフォード     | ロニー・プライス           |                 | 鳥海勝美                   |
| ピート                   | ルイス・ゾリッチ           | 池田勝          | 麦人                       |
| アイリーン               | ?                          |                 | 定岡小百合                 |
| ペンギン親分             | ?                          |                 | 河相智哉                   |
| 女医                     | ?                          |                 | 相楽恵美（現：さがらえみ） |
| バーナード・クロフォード | アート・カーニー           |                 |                            |
| スケフィントン           | ジェームズ・ココ           |                 |                            |
| マーティン・プライス     | ダブニー・コールマン       |                 | 稲葉実                     |
| エド・コッチ             |                            |                 |                            |
| リンダ・レヴィン         |                            |                 |                            |
| ジョアン・リナース       |                            |                 |                            |
| ブルック・シールズ       | ブルック・シールズ         |                 | 山門久美                   |
| エリオット・グールド     |                            |                 |                            |
| グレゴリー・ハインズ     |                            |                 |                            |
| ライザ・ミネリ           |                            |                 |                            |

- CBS/FOXビデオ版：シービーエス/フォックス ビデオ ファーイースト株式会社（現：パラマウント・ジャパン合同会社、ウォルト・ディズニー・ジャパン株式会社）から発売された旧盤VHSとレーザーディスク株式会社（現：NBCユニバーサル・エンターテイメントジャパン合同会社）から発売されたLDに収録
- ソニー・ピクチャーズ版：株式会社ソニー・ピクチャーズ エンタテインメントから発売された新盤VHSに収録、U-NEXT配信版では、2022年12月31日まで、この吹き替えが使用された。

演出：清水洋史、翻訳：野口尊子、調整：柳川久子（オムニバス・ジャパン）、プロデュース：遠藤真弓（ソニー・ピクチャーズ エンタテインメント）、制作担当：神部宗之（東北新社）、日本語版制作：(株)東北新社

## オリジナルサウンドトラック
アメリカ盤のサウンドトラック（現在は絶版）。日本版はなし。
1. Together Again （ジム・ヘンソン／フランク・オズ／デーヴ・ゲルツ／ジェリー・ネルソン／リチャード・ハント）
2. You Can't Take No For An Answer （ジム・ヘンソン）
3. Saying Goodbye （ジム・ヘンソン／フランク・オズ／デーヴ・ゲルツ／ジェリー・ネルソン／リチャード・ハント）
4. Something's Cooking （スティーヴ・ホイットマイア）
5. I'm Gonna Always Love You （ジム・ヘンソン／フランク・オズ／デイヴ・ゴールズ／リチャード・ハント）
6. Right Where We Belong （ジム・ヘンソン／フランク・オズ／デーヴ・ゲルツ／ジェリー・ネルソン／スティーヴ・ホイットマイア／リチャード・ハント）
7. Somebody's Getting Married （ジム・ヘンソン／フランク・オズ／デーヴ・ゲルツ／ジェリー・ネルソン／スティーヴ・ホイットマイア／リチャード・ハント）
8. Waiting for the Wedding （ジム・ヘンソン／フランク・オズ／デーヴ・ゲルツ／ジェリー・ネルソン／スティーヴ・ホイットマイア／リチャード・ハント）
9. She'll Make Me Happy （ジム・ヘンソン／フランク・オズ）
10. The Ceremony （ジム・ヘンソン／フランク・オズ／デーヴ・ゲルツ／ジェリー・ネルソン／スティーヴ・ホイットマイア／リチャード・ハント）
11. Closing Medley: Saying Goodbye/Together Again （ジム・ヘンソン／フランク・オズ／デーヴ・ゲルツ／ジェリー・ネルソン／スティーヴ・ホイットマイア／リチャード・ハント）

- 歌におけるCBS/FOXビデオ版とソニー・ピクチャーズ版の日本語吹き替えでは、いずれも字幕スーパーで歌われている。